# Bakkegårdsskolen (Gentofte)
 For alternative betydninger, se Bakkegårdsskolen. (Se også artikler, som begynder med Bakkegårdsskolen)
Bakkegårdsskolen er en folkeskole beliggende i Vangede i Gentofte Kommune. Skolen blev indviet i 1935.

## Historie
Den 27. januar 1931 besluttede kommunalbestyrelsen i Gentofte Kommune, at arkitekt Frederik Wagner skulle udarbejde en plan for en skole, beliggende i Vangede Sogn på Nordre Bakkegaards jorde 31 meter over havets overflade. Af Frederik Wagners forslag blev det vedtaget at bygge en aulaskole i tre etager. Første spadestik til skolen blev taget 14. september 1933, og skolen kunne tage imod de første elever 7. januar 1935.
I 1988 lukkede kommunen Mosegårdsskolen, og flyttede eleverne til Bakkegårdsskolen.